# Guyzance
Guyzance – przysiółek w Anglii, w hrabstwie Northumberland, w dystrykcie (unitary authority) Northumberland, w civil parish Acklington. Leży 40 km na północ od miasta Newcastle upon Tyne i 437 km na północ od Londynu. W 1951 roku civil parish liczyła 128 mieszkańców.